# Тальмассонс
Тальмассонс (итал. Talmassons) —  коммуна в Италии, располагается в регионе Фриули-Венеция-Джулия, в провинции Удине.
Население составляет 4196 человек (2008 г.), плотность населения составляет 98 чел./км². Занимает площадь 42 км². Почтовый индекс — 33030. Телефонный код — 0432.
Покровителем коммуны почитается святой Лаврентий, празднование 10 августа.

## Демография
Динамика населения:

## Администрация коммуны
- Официальный сайт: http://www.comune.talmassons.ud.it/